# Chiesa di Santa Maria Annunciata (Lucca)
La chiesa di Santa Maria Annunciata o chiesa dell'Alba è una chiesa di Lucca che si trova in via San Nicolao.
Fu fondata nel Trecento e poi ampliata alla fine del secolo successivo. In quella circostanza fu addossato alla facciata un portico attribuito a Nicolao Civitali che girava sul lato est. Successivamente la chiesa fu ancora ampliata, incorporando l'ultima campata del portico.